# Leonid Soybelman
Leonid Soybelman (Bălți, 20 luglio 1966) è un musicista e compositore moldavo leader della band Ne Zhdali.